# Sabine Wefers
Sabine Wefers (* 17. April 1957 in Essen) ist eine deutsche Historikerin und Bibliothekarin.
Sabine Wefers studierte von 1976 bis 1982 an der Universität Gießen die Fächer Slavistik und Osteuropäische Geschichte und ab Sommersemester 1979 Russisch und Geschichte für das Lehramt an Gymnasien. Ihr akademischer Lehrer war Peter Moraw. Von 1984 bis 1986 war sie Wissenschaftliche Mitarbeiterin am Historischen Seminar der Universität Gießen. Bei Moraw wurde sie 1987 mit einer Studie über das politische System Kaiser Sigmunds promoviert. Darin will sie das „politische System Kaiser Sigmunds“ in seinen „politischen Funktionszusammenhängen“ zwischen König und Reich erhellen. Ihre Untersuchung lieferte wertvolle neue Einsichten über das Spätmittelalter und die Herrschaft des Luxemburgers Sigmund.
Sie absolvierte eine Ausbildung an der Bibliotheksschule in Frankfurt am Main. Von 1988 bis 1990 war Wefers Wissenschaftliche Mitarbeiterin an der Stadt- und Universitätsbibliothek Frankfurt am Main. Von 1990 bis 1999 war sie dort Abteilungsleiterin. Von 1999 bis 2018 war sie Leitende Direktorin der Thüringer Universitäts- und Landesbibliothek Jena. Seit 2000 war sie Mitherausgeberin der Zeitschrift für Bibliothekswesen und Bibliographie. 2003 lehnte sie eine Berufung zur Generaldirektorin der Sächsischen Landesbibliothek – Staats- und Universitätsbibliothek Dresden ab. Im Jahr 2013 befasste sie sich in einer Darstellung mit der Frage, was im 15. Jahrhundert unter der Außenpolitik des Reiches verstanden werden kann.

## Schriften
Monografien
- Das Primat der Außenpolitik. Das politische System des Reichs im 15. Jahrhundert (= Historische Forschungen. Bd. 99). Duncker & Humblot, Berlin 2013, ISBN 978-3-428-14002-2.
- Das politische System Kaiser Sigmunds (= Beiträge zur Sozial- und Verfassungsgeschichte des Alten Reichs. Bd. 10). Steiner, Stuttgart 1989, ISBN 3-515-05236-4 (Zugleich: Gießen, Universität, Dissertation, 1986–1987).

Herausgeberschaften
- unter Mitarbeit von Kirsten Gerth und Uwe B. Glatz: Gottfried Wilhelm Leibniz. (1646–1716). Leben, Werk, Wirkung in historischen Büchern und Dokumenten der Thüringer Universitäts- und Landesbibliothek Jena. Thüringer Universitäts- und Landesbibliothek, Jena 2016, ISBN 978-3-944830-82-7.
- unter Mitarbeit von Irmgard Kratzsch und Anne Günther: Schätze der Buchmalerei. Aus der Handschriftensammlung der Thüringer Universitäts- und Landesbibliothek Jena. Friedrich-Schiller-Universität, Jena 2011, ISBN 3-9806431-3-1.
- Nur was sich ändert, bleibt. 88. Deutscher Bibliothekartag in Frankfurt am Main 1998 (= Zeitschrift für Bibliothekswesen und Bibliographie. Sonderhefte. Bd. 75). Klostermann, Frankfurt am Main 1999, ISBN 978-3-465-02961-8.